# Bonfinópolis de Minas
Bonfinópolis de Minas è un comune del Brasile nello Stato del Minas Gerais, parte della mesoregione del Noroeste de Minas e della microregione di Unaí.